# غل سيد
غل‌ سيد (بالفارسية: گل‌سید) هي قرية تقع في قسم آواجيق الجنوبي الريفي (مقاطعة تشالدران) في إيران. يقدر عدد سكانها بـ 218 نسمة بحسب إحصاء 2016.